# Bobo Magazine
Bobo Magazine est un supplément du journal Spirou publiée du no 1682 au no 1725 par Maurice Rosy et Maurice Kornblum.
Il s'agit d'un petit journal de quatre à huit pages, indépendant du reste de l'hebdomadaire Spirou et de son équipe rédactionnel. Il est composé de petite bande dessinée de l'univers de Bobo, d'un visuel simplifié et sans parole pour séduire les lecteurs les plus jeunes. 

## Historique

Logo de Bobo Magazine.

En 1970, Maurice Rosy trouve Charles Dupuis pour lui proposer un petit supplément pour les plus jeunes lecteurs délaissés par les séries traditionnelles. Séduit, il laisse Maurice Rosy mettre en place son idée contre l'avis de l'équipe rédactionnelle de Spirou qui a peur de déstabiliser l'ensemble du lectorat avec une publication qui sort de la ligne éditoriale de l'hebdomadaire. Après plusieurs mois de publication, le supplément tombe dans l'oubli et disparait, n'ayant pas pu trouver son public.